# Volcà del Montsacopa
El Montsacopa (de mont-sa-copa, a causa de la seva forma) és un volcà que actualment és envoltat per la ciutat d'Olot, entre els barris de Sant Francesc, del Morrot i del Pla de Baix. Té una superfície de 23,69 ha és una reserva natural del parc natural de la zona volcànica de la Garrotxa segons la Llei 2/1982.
Es troba alineat amb els volcans de la Garrinada i de Montolivet damunt una mateixa fractura. Al costat del seu cràter hi ha l'ermita de Sant Francesc d'Assís, construïda durant el segle xvii, cosa que fa que se'l conegui també amb el nom de volcà de Sant Francesc. A la casa adjacent hi havia viscut un ermità, fins a la segona meitat del segle XX
És l'últim volcà que es va sorgir al pla d'Olot. Va entrar en erupció fa uns 100.000 anys i el seu cràter arrodonit és producte d'una erupció estromboliana poc explosiva primer i d'una de més explosiva (freatomagmàtica) després. Va emetre un modest corrent de lava cap al nord-oest (el Morrot), que és retallat per la riera de Riudaura. Les seves projeccions (piroclasts i cendres) cobreixen bona part del pla d'Olot. El seu cràter és un dels pocs del Parc Natural de la Zona Volcànica de la Garrotxa que no ha estat deformat per cap colada de lava al final de l'erupció.
Les àmplies grederes que hi ha al vessant sud i sud-oest són testimoni històric de l'extracció de materials volcànics amb el qual es van fer moltes de les construccions de la ciutat, atesa la maca de sorra que hi ha a la zona, fins que varen ser clausurades als anys setanta. Entre 2015-17 varen ser condicionades com aflorament geològic per a la seva visita.
Durant l'ocupació francesa de 1812 es va emmurallar l'ermita que hi ha a la vora del cràter, i es van construir les dues torres de defensa que encara s'hi conserven. El camí del Viacrucis, construït el segle xix, puja des del cementiri d'Olot i voreja el cràter, seguint un passeig circular amb bedolls i bancs que és un magnífic mirador de 360° de la ciutat d'Olot i els seus entorns.
El volcà del Montsacopa havia estat completament desforestat i conreat. Actualment, el fons del seu cràter circular està ocupat per camps de conreu i el flanc meridional té horts, mentre que al flanc nord la vegetació forestal s'ha recuperat espontàniament, des dels anys 1990 i al flanc est es manté amb pastures.
Aquest volcà dona nom a un institut olotí, que està situat al seu flanc nord-oest.

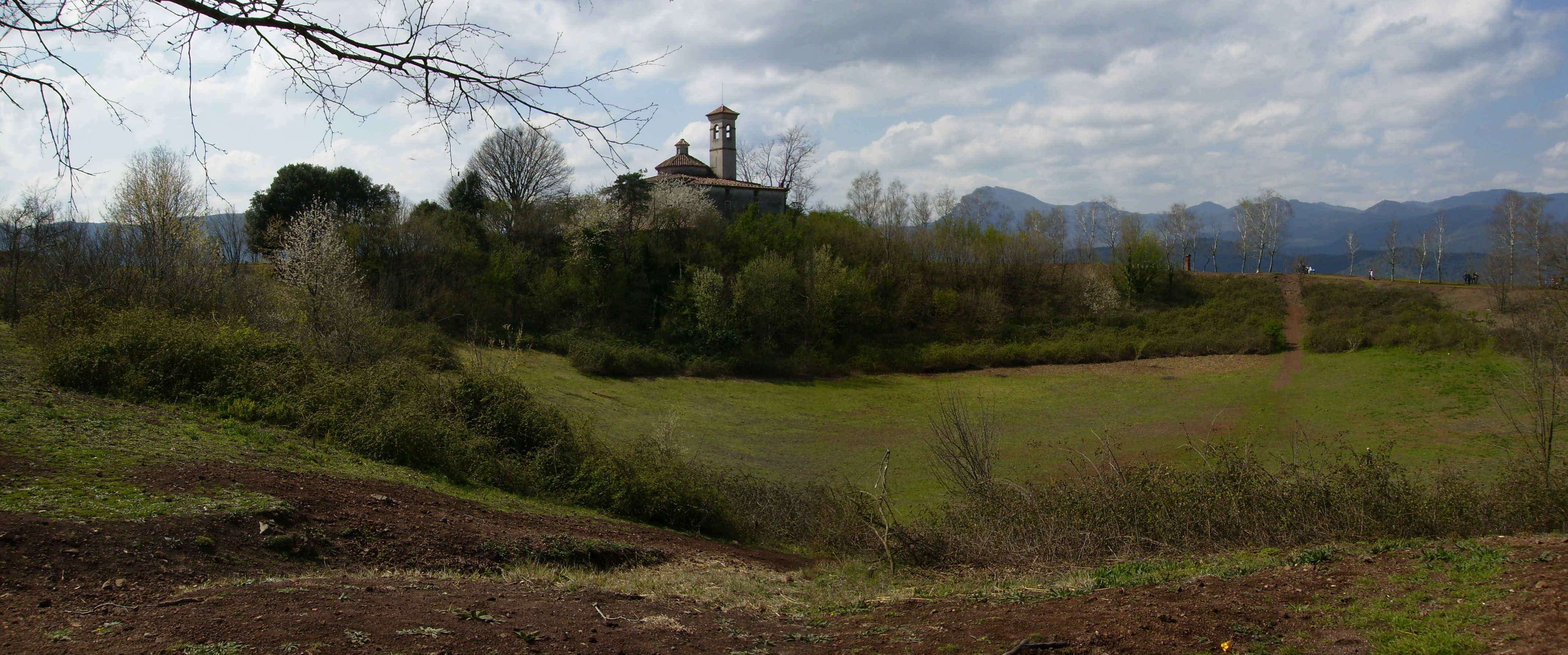
Cràter del volcà Motsacopa